# قلعه‌چی پایین
قلعه‌چی پایین روستایی در دهستان نهرمیان بخش زالیان شهرستان شازند استان مرکزی ایران است.

## جمعیت
بر پایه سرشماری عمومی نفوس و مسکن در سال ۱۳۹۵ جمعیت این روستا ۱۵۸ نفر (۵۰خانوار) بوده‌است.